# Kaufman (Texas)
Kaufman es una ciudad ubicada en el condado de Kaufman en el estado estadounidense de Texas. En el Censo de 2010 tenía una población de 6.703 habitantes y una densidad poblacional de 303,76 personas por km².

## Geografía
Kaufman se encuentra ubicada en las coordenadas 32°34′40″N 96°18′43″O / 32.57778, -96.31194. Según la Oficina del Censo de los Estados Unidos, Kaufman tiene una superficie total de 22.07 km², de la cual 21.61 km² corresponden a tierra firme y (2.08%) 0.46 km² es agua.

## Demografía
Según el censo de 2010, había 6.703 personas residiendo en Kaufman. La densidad de población era de 303,76 hab./km². De los 6.703 habitantes, Kaufman estaba compuesto por el 71.42% blancos, el 9.77% eran afroamericanos, el 0.87% eran amerindios, el 0.87% eran asiáticos, el 0.03% eran isleños del Pacífico, el 13.56% eran de otras razas y el 3.49% pertenecían a dos o más razas. Del total de la población el 32.6% eran hispanos o latinos de cualquier raza.

## Puntos de interés
- El Health Science Center del Trinity Valley Community College está localizado en Kaufman. Este campus (ubicado junto al Hospital Presbiteriano de Kaufman) se dedica específicamente a los cursos de asistencia sanitaria (los cursos generales deben ser tomados en una de las otras escuelas en el sistema de TVCC), y opera un programa de enseñanza a distancia para el programa BSN de enfermería de la Universidad de Texas en Arlington.